# Santiago Pérez de Manosalbas
Santiago Pérez de Manosalbas (Zipaquirá, 23 de março de 1830 – Paris, 5 de agosto de 1900) foi um advogado, professor e político colombiano. Ocupou o cargo de presidente de seu país entre 1 de abril de 1874 e 1 de abril de 1876.